# Heike
Heike ist ein meist weiblicher, selten auch männlicher Vorname.

## Herkunft und Bedeutung
Es handelt sich um die niederdeutsche Koseform von Henrike, die männliche Form ist Henrik.
Der Name entstammt dem Althochdeutschen und setzt sich aus hagan (d. h. Hof symbolisch für Schutz) und rihi (d. h. reich, mächtig) zusammen, steht also für „Herr(in) des Hauses“.

## Verbreitung
Der Name Heike war am Anfang des 20. Jahrhunderts kaum gebräuchlich in Deutschland. In den 1930er-Jahren stieg seine Popularität schnell stark an, im Jahr 1944 gehörte der Name zu den zehn häufigsten weiblichen Vornamen. Dann sank seine Verbreitung zunächst, um Mitte der Fünfziger erneut anzusteigen. Anfang der Sechziger war der Name erneut einige Male unter den zehn beliebtesten weiblichen Vornamen des jeweiligen Jahrgangs. In der Folgezeit ging seine Beliebtheit zurück, seit Ende der Achtziger werden Mädchen nicht mehr häufig Heike genannt.

## Namenstag
- 13. Juli

## Varianten
- Haike
- Hejke
- Heyke

## Namensträger

### Vorname, weiblich
- Heike Apitzsch-Friedrich (* 1970), deutsche Schwimmerin
- Heike Arnold (* 1959), deutsche Unternehmerin und Autorin
- Heike Balck (* 1970), deutsche Hochspringerin
- Heike Bittner (* 1963), deutsche Drehbuchautorin, Regisseurin und Filmproduzentin
- Heike Drechsler (* 1964), deutsche Leichtathletin und Olympiasiegerin
- Heike Endemann (* 1962), deutsche Bildhauerin
- Heike Falkenberg (* 1961), deutsche Schauspielerin, Theaterregisseurin und -autorin
- Heike Faller (* 1971), deutsche Journalistin und Buchautorin
- Heike Friedrich (* 1966), deutsche Synchronschwimmerin
- Heike Friedrich (* 1976), deutsche Rollstuhlbasketballspielerin
- Heike Funk (* 1968), deutsche Triathletin
- Heike B. Görtemaker (* 1964), deutsche Historikerin
- Heike Götz (* 1964), deutsche Moderatorin
- Heike Götz (* 1970), deutsche Moderatorin
- Heike Graßmann (* 1971), deutsche Wissenschaftsmanagerin und politische Beamtin
- Heike Henkel (* 1964), deutsche Hochspringerin und Olympiasiegerin
- Heike Hennig (* 1966), deutsche Regisseurin, Choreografin und Direktorin eines Opern- und Tanzensembles
- Heike Heubach (* 1979), deutsche Politikerin (SPD), MdB
- Heike Hohlbein (* 1954), deutsche Schriftstellerin
- Heike Katzmarzik (* 1954), deutsche Autorin und Kommunikationstrainerin
- Heike Kemmer (* 1962), deutsche Dressurreiterin, Olympiasiegerin
- Heike Kloss (* 1968), deutsche Schauspielerin
- Heike Laufenburg (* 1961), deutsche Künstlerin und Autorin
- Heike Makatsch (* 1971), deutsche Schauspielerin
- Heike Maurer (* 1953), deutsche Fernsehmoderatorin
- Heike Matthiesen (1964–2023), deutsche Gitarristin
- Heike Meißner (* 1970), deutsche Leichtathletin
- Heike Naujoks (* 1973/74) ist eine deutsche Radfahrerin
- Heike F. M. Neumann (* 1948), deutsche Schriftstellerin
- Heike Richter-Karst (* 1960), deutsche Filmproduzentin
- Heike Schäfer (* 1964), deutsche Schlagersängerin
- Heike Schmoll (* 1962), deutsche Journalistin
- Heike Schroetter (* 1956), deutsche Schauspielerin
- Heike Schulte-Mattler (* 1958), deutsche Leichtathletin
- Heike Springhart (* 1975), deutsche evangelische Theologin
- Heike Taubert (* 1958), deutsche Politikerin
- Heike Tischler (* 1964), deutsche Leichtathletin (Siebenkampf)
- Heike Trinker (* 1961), deutsche Schauspielerin
- Heike Ulrich (* 1963), deutsche Schauspielerin
- Heike Warnicke (* 1966), deutsche Eisschnellläuferin
- Heike Werner (* 1969), deutsche Politikerin (Die Linke), sächsische Landtagsabgeordnete

### Vorname, männlich
- Heike Hedlund (* 1942), schwedischer Eisschnellläufer
- Heike Kamerlingh Onnes (1853–1926), niederländischer Nobelpreisträger (Physik)
- Heike Jung (* 1942), Strafrechtswissenschaftler, Universität Saarbrücken

- Heik Afheldt (* 1937), Wissenschaftspublizist

### Familienname
- Georg Heike (1933–2023), deutscher Phonetiker, Musiker und Komponist
- Jürgen W. Heike (1949–2022), deutscher Landespolitiker (Bayern) (CSU)
- Michiyo Heike (* 1979), japanisches Idol
- Walter Heike (1934–1964), Todesopfer der Berliner Mauer
- Richard Heike (1865–1945), Berliner Industrieller